# 칠드런 (2008년 영화)
《칠드런》(영어: The Children)은 영국에서 제작된 톰 섕클런드 감독의 2008년 공포 스릴러 영화이다. 이바 버시슬 등이 출연하였고, 앨런 니블로 등이 제작에 참여하였다.

## 줄거리
12월 말 주말에 두 자매의 가족들이 함께 즐거운 시간을 보내고 친목을 도모하기 위해 영국 저택에 모인다. 그러나 어른들이 눈치채지 못하는 사이 아이들은 기이한 박테리아에 감염되면서 교활하고 잔인한 살인마로 변모한다.

## 출연진
- 이바 버시슬
- 스티븐 캠벨 무어
- 해나 토인턴
- 이바 세이어
- 윌리엄 하우스
- 레이철 셸리
- 제러미 셰필드
- 제이크 해서웨이

## 기타 제작진
- 배역: 게리 데이비, 어맨다 테이백
- 미술: 수지 데이비스
- 의상: 앤드루 콕스